# Gluiras
Gluiras település Franciaországban, Ardèche megyében. Lakosainak száma 368 fő (2022. január 1.). Gluiras Beauvène, Chalencon, Saint-Christol, Saint-Étienne-de-Serre, Saint-Genest-Lachamp, Saint-Maurice-en-Chalencon, Saint-Pierreville és Saint-Sauveur-de-Montagut községekkel határos.

## Népesség
A település népességének változása:
| Lakosok száma | 591  | 398  | 380  | 383  | 386  | 372  | 369  | 371  | 368  | 368  |
|               | 1968 | 1982 | 1990 | 2006 | 2013 | 2015 | 2017 | 2019 | 2020 | 2022 |